# Appleton, Wisconsin
Appleton este sediul comitatului Outagamie,  statul Wisconsin, Statele Unite. Localitatea se întinde și în comitatele vecine, Calumet și Winnebago.

## Localnici notabili
- Mary Agria, autor;
- Gary Arndt, fotograf și scriitor;
- George Baldwin, politician și om de afaceri;
- Myrt Basing, jucător profesionist de fotbal american în NFL;
- Rocky Bleier, jucător profesionist de fotbal american în NFL, de patru ori Super Bowl Champion;
- John Bradley, unul din marinarii ai United States Navy, care a ridicat steagul american la cucerirea insulei Iwo Jima Navy flag-raiser;[5]
- Brian Butch, jucător profesionist de baschet american în NBA;
- Mark Catlin, Jr., fost lider al Ansamblului Statului Wisconsin (conform, Wisconsin State Assembly);
- Mark Catlin, Sr., antrenor de fotbal american;
- Bob Corbin, fost membru al Camerei Reprezentanților Statului Ohio (conform, Ohio House of Representatives);
- Clarence Currie, jucător profesionist de fotbal american în Major League Baseball (acronim, MLB);
- Willem Dafoe, actor;[5]
- Helen J. Farabee, activist al sănătății mentale;
- Royal T. Farrand, doctor generalist și jucător de fotbal american într-o echipă a unui colegiu universitar;
- Edna Ferber, autor;[5]
- Harold Froehlich, membru al Camerei Reprezentanților a Statelor Unite ale Americii, judecător al comitatului local, Outagamie (în original, County Circuit Judge);
- Henry Golde, autor și supraviețuitor al Holocaustului;
- William Norman Grigg, autor;
- Theodore Hardeen, magician;
- Walter Havighurst, autor;
- J. P. Hayes, judecător de golf profesionist în circuitul Professional Golfers Association (acronim, PGA);
- George Hogriever, judecător de baseball profesionist din Major League Baseball (acronim, MLB);
- Harry Houdini, cunoscut magician;[5]
- Zuhdi Jasser, doctor, fost locotenent colonel în United States Navy, fondator al Forumului Islamic American pentru Democrație (conform, American Islamic Forum for Democracy, acronim AIFD);
- Roger Jenkins, jucător de hockey;
- Erik Jensen, jucător profesionist de fotbal american în National Footbal League (acronim, NFL);
- Swede Johnston, jucător profesionist de fotbal american în NFL;
- Steve Kagen, membru al Congressului Statelor Unite;
- William Kennedy, senator al statului Wisconsin (în original, Wisconsin State Senator) [6]
- August Knuppel, francmason și sub-contractor;
- Cole Konrad, fost luptător de arte marțiale, primul campion al categoriei grele a Bellator;
- Ron Kostelnik, jucător profesionist de fotbal;
- Tony Kubek, crainic și jucător profesionist de baseball, clasat în Baseball Hall of Fame;
- Maury Laws, compozitor;[5]
- Jeff Loomis, chitarist;
- Garrett Lowney, medaliat olimpic;
- Sue R. Magnuson, membră a Legislaturii Statului Wisconsin (în original, Wisconsin State Assembly);
- David Martin, membru al Legislaturii Statului Wisconsin (în original, Wisconsin State Assembly);
- Joseph McCarthy, senator al Congressului Statelor Unite;
- Jack Mead, jucător profesionist de fotbal american în NFL;
- John S. Mills, general maior al U.S. Air Force;
- John Benjamin Murphy, chirurg;
- William Beverly Murphy, fost președinte al companiei Campbell Soup Company;
- Chester J. Roberts, antrenor principal al echipei de fotbal american Miami RedHawks și al echipei de baschet masculin;
- William J. Rogers, membru al Legislaturii Statului Wisconsin;
- Sue Rohan, membră a Legislaturii Statului Wisconsin;
- Larry Rosebaugh, preot Romano-Catolic;
- Samuel Ryan, Jr., membru al Legislaturii Statului Wisconsin;
- George J. Schneider, reprezentativ al Congressului Statelor Unite;
- Perry H. Smith, om de afaceri, legislator;
- Gladys Taber, autor;
- William J. Van Ryzin, general locotenent al U.S. Marine Corps;
- Greta Van Susteren, jurnalist, realizatoarea emisiunii On The Record a postului de televiziune FoxNews;[5]
- Don Werner, MLB player;
- Walter B. Wriston, banker;
- James Zwerg, civil rights activist;
- Terry Zwigoff, filmmaker;
- "Jen" from Bath & Body Works;